# Walking on Water
Walking on Water é um filme de drama australiano de 2002 dirigido por Tony Ayres e escrito por Roger Monk. Estrelado por Vince Colosimo e Maria Theodorakis, estreou no Festival Internacional de Cinema de Berlim em 22 de fevereiro.

## Elenco
- Vince Colosimo - Charlie
- Maria Theodorakis - Anna
- Nathaniel Dean - Simon
- Judi Farr - Margaret
- Nicholas Bishop - Frank
- David Bonney - Gavin